# Mía (revista)
La revista Mia es una publicación semanal española difundida por primera vez en 1986 por Zinet Media, antes G y J España Ediciones. Destinada al público femenino cuenta con más de 1.800 ediciones en las que aborda temas de cocina, nutrición y cuidado. 
La directora actual de la revista Mia es María Alemany y subdirectora Elisabeth Parra. La responsable de contenido de la edición web es Noelia Chaves.  
Entre las secciones que comprende la revista Mia destaca el consultorio psicológico por Bernabé Tierno Jiménez, el consultorio jurídico de Isabel Martín y el dossier de medicina de Carlos Armiño.
La oferta de la revista Mia se complementa con la edición bimensual de Mia Horóscopos y las ediciones especiales de Mia Dietas, Mia Cocina Práctica, Mia Postres o Mia Sopas de Letras. 